# Warninglid
Warninglid – wieś w Anglii, w hrabstwie West Sussex, w dystrykcie Mid Sussex. Leży 45 km na północny wschód od miasta Chichester i 55 km na południe od Londynu.